# Carolina Invernizio
Carolina Invernizio (Voghera, 28 de marzo de 1851 – Cuneo, 27 de noviembre de 1916) fue una escritora italiana.

## Biografía

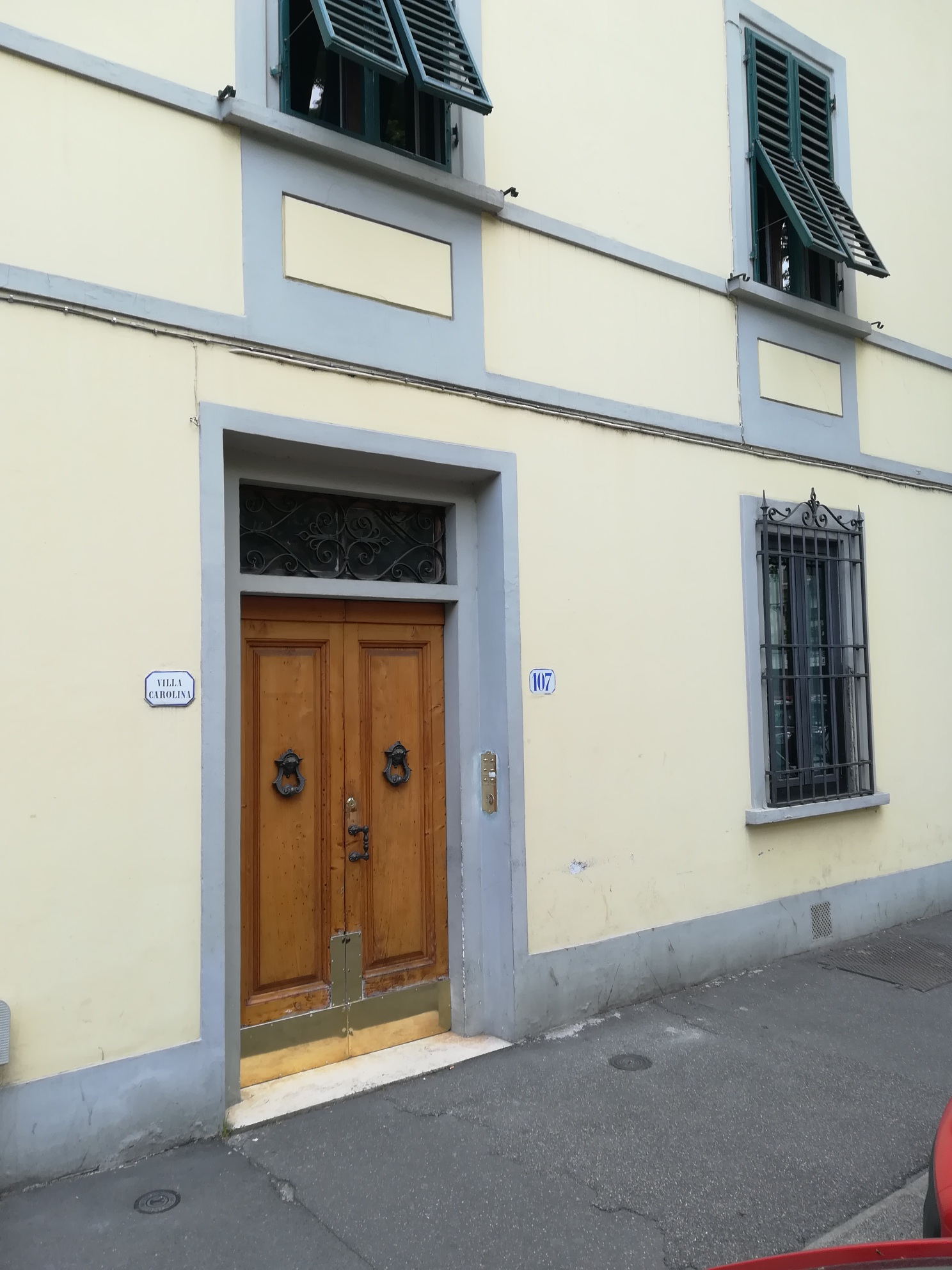
Casa de Carolina Invernizio en Florencia.

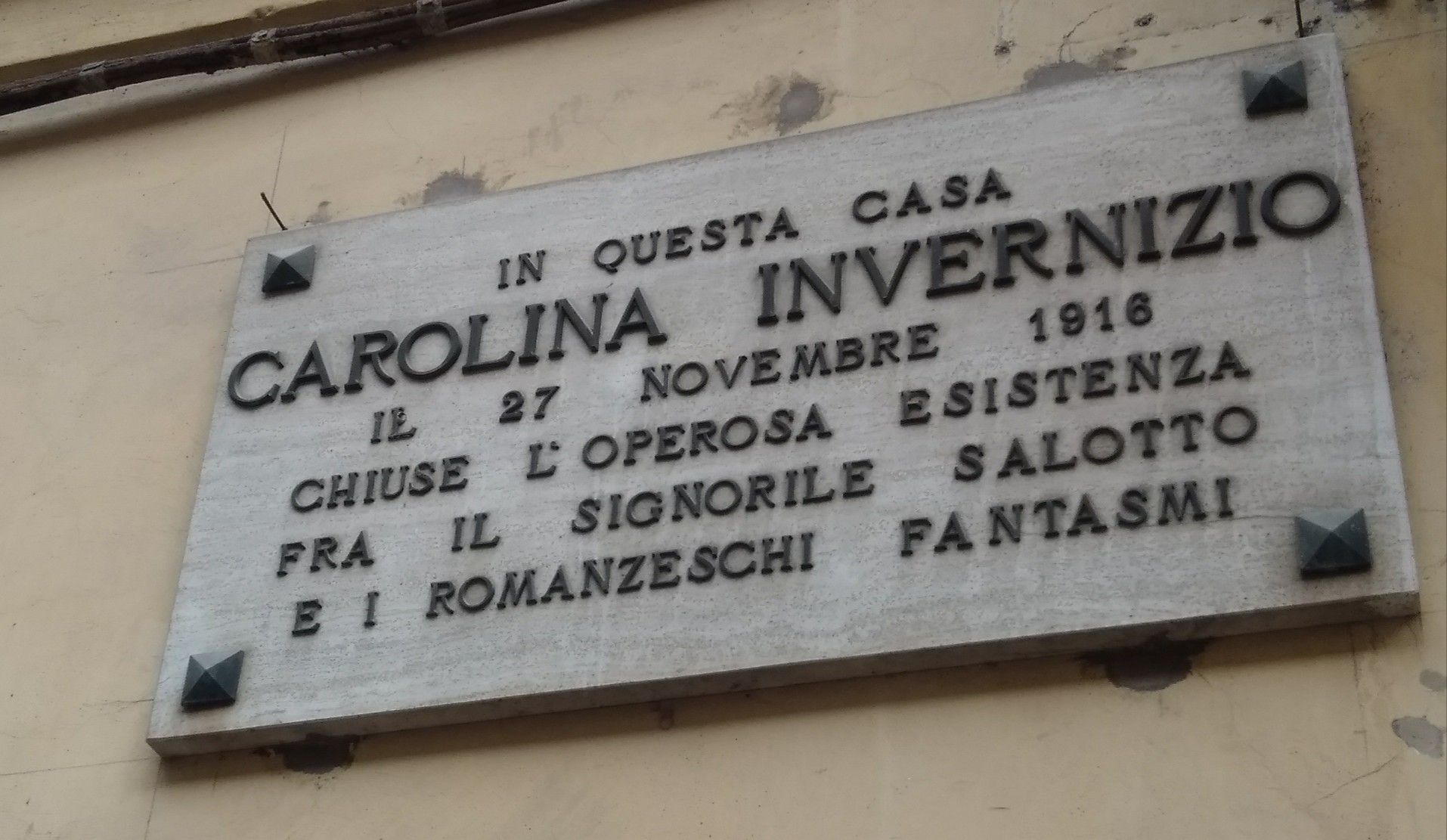
Placa conmemorativa en Cuneo

Carolina Maria Margarita Invernizio nació en Voghera en 1851, hija de Anna Tattoni y Ferdinando Invernizio, funcionario de Hacienda. En 1865 la familia se trasladó a Florencia, la nueva capital del Reino de Italia, donde Carolina asistió al Instituto.
En 1881 se casó con Marcello Quinterno, oficial de los Bersaglieri, con quien tuvo a Marcella (1886-1971). Con el regreso de su marido de la guerra de Abisinia en 1896, la escritora se trasladó primero a Turín y luego, en 1914, a Cuneo, donde Carolina abrió su salón a intelectuales y personalidades de la cultura.

## Producción literaria

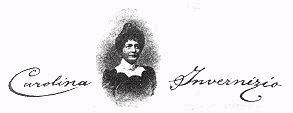
Firma e imagen de Carolina Invernizio

Carolina Invernizio publicó en 1876 el cuento Un autor dramático, publicado por la editorial Barbini de Milán. En 1877 apareció la primera novela, Rina o L'angelo delle Alpi, a expensas del editor florentino Salani y dos años más tarde, en 1879, Pia de' Tolomei, nuevamente por Barbini. Pronto se especializó en relatos por entregas, publicados por diarios como Opinione Nazionale de Florencia o La Gazzetta di Torino. En 1907 se asoció exclusivamente con la editorial Salani, para la que escribió un centenar de libros.

## Novelas
- Rina, o l'angelo delle Alpi, Florencia, Salani, 1877.
- Pia de' Tolomei. Romanzo storico, Milán, Carlo Barbini, 1879.
- Il bacio d'una morta. Romanzo storico, Florencia, Salani, 1886.
- Il delitto della contessa. Romanzo storico sociale, Florencia, Salani, 1887.
- L'orfana del ghetto. Romanzo storico sociale, Florencia, Salani, 1887.
- Dora, la figlia dell'assassino. Romanzo storico sociale, Florencia, Salani, 1888.
- Paradiso e inferno, Florencia, Salani, 1888.
- Le vittime dell'amore. Romanzo storico sociale, Florencia, Salani, 1889.
- Satanella ovvero La mano della morta. Romanzo storico sociale, Florencia, Salani, 1889.
- Le figlie della duchessa, Turín, Gazzetta di Torino, 1889.
- La trovatella di Milano. Racconto storico, Milán, Carlo Barbini Editore, 1889.
- Ij delit d'na bela fia (I delitti di una bella ragazza), 1889-1890.
- Cuore di donna. Racconto storico sociale, Florencia, Salani, 1890.
- I drammi dell'adulterio. Romanzo storico sociale, Florencia, Salani, 1890.
- Amori maledetti, Florencia, Salani, 1892.
- La bastarda, Florencia, Salani, 1892.
- Catena eterna, Florencia, Salani, 1894.
- I ladri dell'onore. Romanzo storico sociale, 1894.
- La lotta per l'amore. Romanzo storico e sociale, Florencia, Salani, 1894
- L'ultimo bacio. Romanzo storico sociale, Florencia, Salani, 1894
- La vendetta d'una pazza. Romanzo storico sociale, Florencia, Salani, 1894
- Il genio del male, Florencia, Salani, 1895
- La maledetta. Romanzo storico sociale, Florencia, Salani, 1895.
- La peccatrice. Romanzo storico sociale, Florencia, Salani, 1895.
- Birichina, Florencia, Salani, 1896.
- La sepolta viva, Turín, Gazzetta di Torino, 1896
- Mariti birbanti. Romanzo storico sociale, Florencia, Salani, 1897.
- Anime di fango, Florencia, Salani, 1898.
- Il delitto d'una madre, Florencia, Salani, 1898
- Il paradiso di Fiammetta, Florencia, Salani, 1898.
- Il segreto di un bandito. Romanzo storico sociale, Florencia, Salani, 1898.
- La Venere torinese, Turín, Gazzetta di Torino, 1899.
- La figlia della portinaia, Turín, Gazzetta di Torino, 1900.
- Nella rete, Florencia, Salani, 1900.
- Il figlio dell'anarchico, Turín, Gazzetta di Torino, 1901.
- I misteri delle soffitte, Turín, Gazzetta del Popolo, 1901.
- Cuore di operaio. Romanzo storico sociale, Florencia, Salani, 1902.
- I misteri delle cantine, Turín, Gazzetta di Torino, 1902.
- L'ultimo convegno, Turín, Gazzetta di Torino, 1902.
- La donna fatale. Romanzo storico sociale, Florencia, Salani, 1903.
- La regina del mercato, Turín, Gazzetta di Torino, 1903.
- Torino misteriosa (primera parte de la trilogía Torino misteriosa), Turín, Gazzetta di Torino, 1903.
- Amore che uccide, Florencia, Salani, 1904.
- Amore e morte, Florencia, Salani, 1904.
- Le avvelenatrici, Turín, Gazzetta di Torino, 1904.
- I disperati (segunda parte de la trilogía Torino misteriosa), Turín, Gazzetta di Torino, 1904; Florencia, Salani, 1904.
- Le disoneste (tercera parte de la trilogía Torino misteriosa), Turín, Gazzetta di Torino, 1904; Florencia, Salani, 1904.
- Piccoli martiri, Florencia, Salani, 1904.
- L'albergo del delitto, Turín, Gazzetta di Torino, 1905.
- Raffaella, o i misteri del vecchio mercato, Florencia, Salani, 1905.
- Un assassinio in automobile, Turín, Gazzetta del Popolo, 1905.
- Il treno della morte, Turín, Gazzetta di Torino, 1905.
- La Venere, Florencia, Salani, 1905. Secuela de La Venere torinese.
- L'impiccato delle Cascine, Florencia, Salani, 1906.
- Il primo amore, Florencia, Salani, 1906.
- La resurrezione di un angelo, Florencia, Salani, 1906.
- L'amante del ladro, Florencia, Salani, 1907.
- Bacio ideale, Florencia, Salani, 1907.
- La felicità nel delitto, Florencia, Salani, 1907.
- Odio di donna, Florencia, Salani, 1907.
- Passione mortale, Florencia, Salani, 1907.
- La via del peccato, Florencia, Salani, 1908.
- Il morto di via San Sebastian, Florencia, Salani, 1909.
- Nina, la poliziotta dilettante, Florencia, Salani, 1909.
- La potenza dell'amore, Florencia, Salani, 1909.
- I sette capelli d'oro della fata Gusmara, Florencia, Salani, 1909.
- La collana di perle, Florencia, Salani, 1910.
- I drammi degli emigrati, Florencia, Salani, 1910.
- La fata nera, Florencia, Salani, 1910.
- La figlia del mendicante, Florencia, Salani, 1910.
- Idillio tragico, Florencia, Salani, 1910.
- Lara, l'avventuriera, Florencia, Salani, 1910.
- La morta nel baule, Florencia, Salani, 1910.
- Vendetta di operaio, Florencia, Salani, 1910.
- L'aviatore, Florencia, Salani, 1911.
- La maschera bianca, Florencia, Salani, 1911.
- La ragazza di magazzino, Florencia, Salani, 1911.
- Bottone d'oro, Florencia, Salani, 1912.
- Il cadavere accusatore, Florencia, Salani, 1912.
- Il figlio del mistero, Florencia, Salani, 1912.
- La sconosciuta, Florencia, Salani, 1912.
- Morta d'amore, Florencia, Salani, 1912.
- Odio di araba, Florencia, Salani, 1912.
- Spazzacamino, Florencia, Salani, 1912.
- La villa delle fate, Florencia, Salani, 1912.
- La figlia del morto, Florencia, Salani, 1913.
- L'avventuriero, Florencia, Salani, 1914.
- Cuore di madre, Florencia, Salani, 1914.
- Cuori di bimbi, Florencia, Salani, 1915.
- Il marito della morta, Florencia, Salani, 1915.
- Peccatrice moderna, Florencia, Salani, 1915.
- Il trionfo dell'araba, Florencia, Salani, 1915.
- L'atroce visione, Florencia, Salani, 1915.
- La danzatrice di tango, Florencia, Salani, 1915.
- La spia, Florencia, Salani, 1915.
- La fidanzata del bersagliere, Florencia, Salani, 1916.
- L'orfana di Trieste, Florencia, Salani, 1916.
- La Madonna della neve, Florencia, Salani, 1920.
- Bacio infame.
- La figlia del barbiere.